# Gustav Lagerström
Gustav Lagerström, född 24 september 1874 i Stockholm, död 2 september 1906 i Mörsil, Jämtlands län, var en svensk målare. 
Han var son till handlaren Johan Lagerström och Hulda Hedvig Karolina Westin. Han var tvillingbror till Fredrik Lagerström. Han studerade vid Tekniska skolan och vid Konstnärsförbundets målarskola i Stockholm. Han tillhörde konstnärssammanslutningen De Frie och medverkade i dess utställningar. Hans konst består av porträtt figurstudier, landskapsmålningar och genretavlor. Bland hans porträtt märks de över Aron Gerle och Otto Hesselbom. Lagerström är representerad vid Nationalmuseum med ett självporträtt och oljemålningen En dikt. En minnesutställning med hans konst visades på Konstnärshuset i Stockholm 1907.